# مامي ديوديو ضيوف
مامي ديوديو ضيوف (بالفرنسية: Mame Diodio Diouf) مواليد 15 ديسمبر 1984 في داكار، هي لاعبة كرة سلة سنغالية. تلعب في الدوري الإسباني لكرة السلة للسيدات. يبلغ طولها 5 قدم 7 بوصة (1.7 م). مثلت منتخب بلادها. شاركت في دورة الألعاب الأولمبية الصيفية سنة 2016.

## سجل المنافسة
شاركت في المنافسات التالية:
- الألعاب الأولمبية الصيفية 2016
- كأس العالم لكرة السلة للسيدات 2006

## روابط خارجية
- مامي ديوديو ضيوف على موقع الاتحاد الدولي لكرة السلة (الإنجليزية)
- مامي ديوديو ضيوف على موقع كرة السلة الأوروبية.كوم (الإنجليزية)
- مامي ديوديو ضيوف على موقع بروبوليرز (الإنجليزية)
- مامي ديوديو ضيوف على موقع سبورتس رفرنس (الإنجليزية)
- مامي ديوديو ضيوف على موقع اللجنة الأولمبية الدولية (الإنجليزية)
- مامي ديوديو ضيوف على موقع أوليمبيديا (الإنجليزية)